# 黄色工团主义
黄色工团主义（法語：Syndicalisme jaune），又称黄色社会主义（英語：Yellow socialism），是一种经济制度，由法国工团主义者皮埃尔·比埃特里于1902年提出，作为对马克思主义倡导的“红色社会主义”的一种替代方案。比埃特里主张，工人组织工会，与企业并行运作（其结构与“法团主义”相似），工人可以通过各自工会与相应企业之间的谈判，获得更多的企业利润分成；在此之上，要有一个强有力的威权国家。
“黄色工团主义”思潮在第一次世界大战前的法国相当流行，是与马克思主义竞争工人的支持的一股力量。“黄色社会主义”一词也被马克思主义者用来贬称非马克思主义的社会主义者。第一次世界大战后，术语“黄色工团主义”逐渐被废弃不用。